# Campionati europei di ciclismo su pista - Omnium maschile

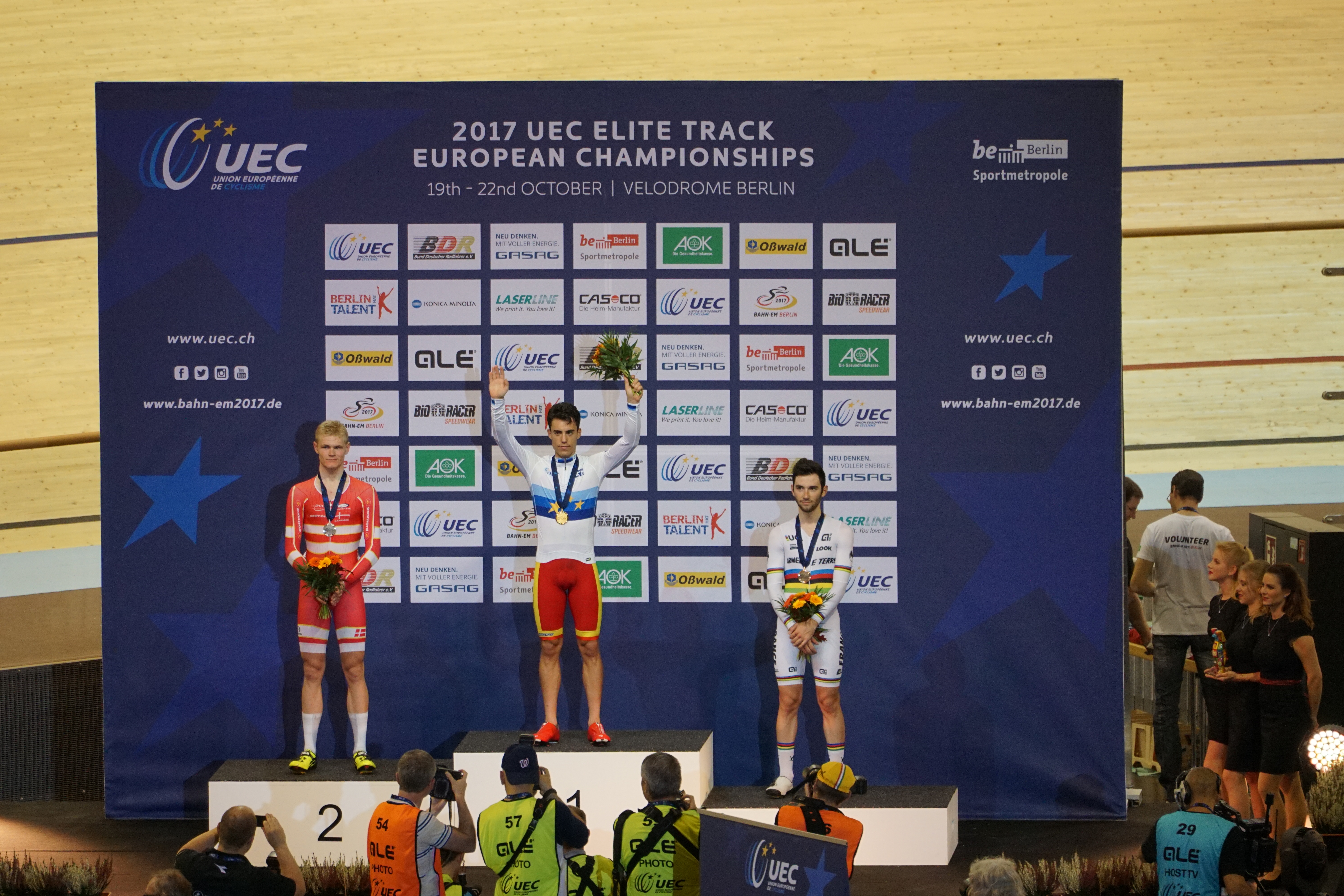
Il podio dell'edizione 2017: da sinistra Julius Johansen, Albert Torres, Benjamin Thomas

L'omnium maschile è una delle prove inserite nel programma dei campionati europei di ciclismo su pista. Gara open, è parte del programma sin dalla prima edizione dei campionati, nel 2010.
In precedenza, dal 1956 al 1990 e dal 1995 al 2009 (nelle due specialità Endurance e Sprint), venne assegnato un titolo europeo di omnium all'interno di specifiche rassegne.

## Storia
La prima edizione di un campionato europeo nell'omnium fu disputata nel 1956, con la vittoria dello svizzero Armin von Büren. La gara, a invito e aperta ai ciclisti attivi sui velodromi europei (quindi anche a ciclisti non europei), prevedeva prove in quattro discipline endurance: corsa a punti, inseguimento individuale, scratch e corsa a eliminazione, e assegnava il titolo europeo più prestigioso del ciclismo; per questo motivo vi partecipavano molti dei corridori di ciclismo su strada, data l'assenza di una prova in linea, istituita in seguito all'eliminazione dal calendario di questa competizione, solamente nel 2016.
Nel 1995, nell'ambito della riorganizzazione dei campionati europei, alla gara di omnium endurance fu affiancato un secondo omnium ("omnium sprint") con prove che favorivano i velocisti: 200 metri lanciati, keirin, corsa a eliminazione e velocità. Le due competizioni si disputarono parallelamente fino al 2009.
Dal 2010, anno di fondazione dei campionati europei, viene disputata una sola competizione open, con prove identiche a quelle della rassegna olimpica: 250 metri lanciati, corsa a punti, corsa a eliminazione, inseguimento, scratch e chilometro da fermo fino al 2015 (su due giorni), scratch, corsa tempo, corsa a eliminazione e corsa a punti dal 2016 (un solo giorno di gara).

## Albo d'oro

### Omnium endurance
Aggiornato all'edizione 2009.
| Anno     | Vincitore           | Secondo             | Terzo                 |
| -------- | ------------------- | ------------------- | --------------------- |
| 1956     | Armin von Büren     | Jacques Bellenger   | Rik Van Steenbergen   |
| 1959     | Rik Van Steenbergen | Palle Lykke Jensen  | Günther Ziegler       |
| 1961     | Fritz Pfenninger    | Peter Post          | Rik Van Steenbergen   |
| 1962 (1) | Palle Lykke Jensen  | Rik Van Steenbergen | Fritz Pfenninger      |
| 1962 (2) | Rudi Altig          | Peter Post          | Rik Van Steenbergen   |
| 1964     | Peter Post          | Fritz Pfenninger    | Hans Junkermann       |
| 1965 (1) | Patrick Sercu       | Peter Post          | Ferdinand Bracke      |
| 1965 (2) | Rudi Altig          | Rik Van Steenbergen | Peter Post            |
| 1967     | Patrick Sercu       | Peter Post          | Tom Simpson           |
| 1968     | Patrick Sercu       | Eddy Merckx         | Ron Baensch           |
| 1969     | Patrick Sercu       | Peter Post          | Robert Lelangue       |
| 1970 (1) | Patrick Sercu       | Eddy Merckx         | Peter Post            |
| 1970 (2) | Patrick Sercu       | Rudi Altig          | Peter Post            |
| 1972 (1) | Patrick Sercu       | Graeme Gilmore      | René Pijnen           |
| 1972 (2) | Patrick Sercu       | Graeme Gilmore      | Alain Van Lancker     |
| 1973     | Graeme Gilmore      | Leo Duyndam         | Günter Haritz         |
| 1975 (1) | Eddy Merckx         | Alain Van Lancker   | Roy Schuiten          |
| 1975 (2) | Patrick Sercu       | Günter Haritz       | Danny Clark           |
| 1977 (1) | Patrick Sercu       | Danny Clark         | Freddy Maertens       |
| 1977 (2) | Danny Clark         | Roman Hermann       | Freddy Maertens       |
| 1978     | Danny Clark         | Patrick Sercu       | Dietrich Thurau       |
| 1980 (1) | Patrick Sercu       | Danny Clark         | Roman Hermann         |
| 1980 (2) | Urs Freuler         | Anthony Doyle       | Patrick Sercu         |
| 1981     | Urs Freuler         | Robert Dill-Bundi   | Roman Hermann         |
| 1982     | Gert Frank          | Urs Freuler         | Anthony Doyle         |
| 1983     | Danny Clark         | Gert Frank          | Urs Freuler           |
| 1984     | Danny Clark         | Josef Kristen       | Ferdi Van Den Haute   |
| 1985     | Josef Kristen       | Urs Freuler         | Sigmund Hermann       |
| 1987 (1) | Danny Clark         | Urs Freuler         | Pierangelo Bincoletto |
| 1987 (2) | Urs Freuler         | Josef Kristen       | Volker Diehl          |
| 1988     | Anthony Doyle       | Volker Diehl        | Michael Marcussen     |
| 1989     | Étienne De Wilde    | Peter Pieters       | Konstantin Khrabsov   |
| 1990     | Konstantin Khrabsov | Jens Veggerby       | Philippe Tarantini    |
| 1995     | Peter Pieters       | Franz Stocher       | Jérôme Neuville       |
| 1996     | Jérôme Neuville     | Guido Fulst         | Peter Pieters         |
| 1997     | Jérôme Neuville     | Robert Hayles       | Guido Fulst           |
| 1998     | Olaf Pollack        | Mario Vonhof        | Robert Karśnicki      |
| 1999     | Robert Karśnicki    | Lubor Tesař         | Vasyl' Jakovlev       |
| 2001     | Franco Marvulli     | Alexander Aeschbach | Franz Stocher         |
| 2002     | Franco Marvulli     | Alexander Aeschbach | Roland Garber         |
| 2003     | Franco Marvulli     | Lyubomyr Polatayko  | Angelo Ciccone        |
| 2004     | Aleksej Markov      | Angelo Ciccone      | Petr Lazar            |
| 2005     | Linas Balciunas     | Tomas Vaitkus       | Konstantin Ponomarev  |
| 2006     | Jens Mouris         | Rafał Ratajczyk     | Franco Marvulli       |
| 2007     | Unai Elorriaga      | Rafał Ratajczyk     | Jens Mouris           |
| 2008     | Wim Stroetinga      | Robert Bartko       | Elia Viviani          |
| 2009     | Rafał Ratajczyk     | Robert Bartko       | Unai Elorriaga        |

### Omnium sprint
Aggiornato all'edizione 2009.
| Anno | Vincitore        | Secondo            | Terzo                  |
| ---- | ---------------- | ------------------ | ---------------------- |
| 1995 | Eyk Pokorny      | José Manuel Moreno | José Antonio Escuredo  |
| 1996 | Ainārs Ķiksis    | Pavel Buráň        | Laurent Gané           |
| 1997 | Eyk Pokorny      | Jens Fiedler       | Ainārs Ķiksis          |
| 1998 | Viesturs Berzin  | Ainārs Ķiksis      | Pavel Buráň            |
| 1999 | John Giletto     | Pavel Buráň        | Roberto Chiappa        |
| 2001 | Pavel Buráň      | Ainārs Ķiksis      | Viesturs Berzin        |
| 2002 | Ainārs Ķiksis    | Pavel Buráň        | Viesturs Berzin        |
| 2003 | Ainārs Ķiksis    | Ivan Vrba          | Pavel Buráň            |
| 2004 | Damian Zieliński | Grzegorz Krejner   | Pavel Buráň            |
| 2005 | Marco Jäger      | Teun Mulder        | Sergey Ruban           |
| 2006 | Tim Veldt        | Damian Zieliński   | Kasper Lindholm Jessen |
| 2007 | Teun Mulder      | François Pervis    | Arnaud Tournant        |
| 2008 | Theo Bos         | Tim Veldt          | François Pervis        |
| 2009 | Denis Špička     | François Pervis    | Andriy Vynokourov      |

### Omnium
Aggiornato all'edizione 2025
| Anno | Vincitore           | Secondo               | Terzo                 |
| ---- | ------------------- | --------------------- | --------------------- |
| 2010 | Roger Kluge         | Tim Veldt             | Rafał Ratajczyk       |
| 2011 | Ed Clancy           | Bryan Coquard         | Elia Viviani          |
| 2012 | Lucas Liß           | Artur Eršov           | Gediminas Bagdonas    |
| 2013 | Viktor Manakov      | Tim Veldt             | Martyn Irvine         |
| 2014 | Elia Viviani        | Jonathan Dibben       | Unai Elorriaga        |
| 2015 | Elia Viviani        | Lasse Norman Leth     | Jonathan Dibben       |
| 2016 | Albert Torres       | Gaël Suter            | Benjamin Thomas       |
| 2017 | Albert Torres       | Julius Johansen       | Benjamin Thomas       |
| 2018 | Ethan Hayter        | Elia Viviani          | Casper von Folsach    |
| 2019 | Benjamin Thomas     | Lasse Norman Leth     | Oliver Wood           |
| 2020 | Matthew Walls       | Jaŭhenij Karalëk      | Iúri Leitão           |
| 2021 | Alan Banaszek       | Fabio Van Den Bossche | Matias Malmberg       |
| 2022 | Donavan Grondin     | Simone Consonni       | Sebastián Mora        |
| 2023 | Benjamin Thomas     | Simone Consonni       | William Perrett       |
| 2024 | Ethan Hayter        | Niklas Larsen         | Fabio Van Den Bossche |
| 2025 | Tim Torn Teutenberg | Niklas Larsen         | Philip Heijnen        |

## Medagliere
| Pos.   | Paese         | Oro | Argento | Bronzo | Totale |
| ------ | ------------- | --- | ------- | ------ | ------ |
| 1      | Gran Bretagna | 4   | 1       | 3      | 8      |
| 2      | Francia       | 3   | 1       | 2      | 6      |
| 3      | Germania      | 3   | 0       | 0      | 3      |
| 4      | Italia        | 2   | 3       | 1      | 6      |
| 5      | Spagna        | 2   | 0       | 2      | 4      |
| 6      | Russia        | 1   | 1       | 0      | 2      |
| 7      | Polonia       | 1   | 0       | 1      | 2      |
| 8      | Danimarca     | 0   | 5       | 2      | 7      |
| 9      | Paesi Bassi   | 0   | 2       | 1      | 3      |
| 10     | Belgio        | 0   | 1       | 1      | 2      |
| 11     | Svizzera      | 0   | 1       | 0      | 1      |
| 11     | Bielorussia   | 0   | 1       | 0      | 1      |
| 13     | Lituania      | 0   | 0       | 1      | 1      |
| 13     | Irlanda       | 0   | 0       | 1      | 1      |
| 13     | Portogallo    | 0   | 0       | 1      | 1      |
| Totale | Totale        | 16  | 16      | 16     | 48     |

| Pos. | Atleta              | Oro | Argento | Bronzo | Totale |
| ---- | ------------------- | --- | ------- | ------ | ------ |
| 1    | Elia Viviani        | 2   | 1       | 1      | 4      |
| 2    | Benjamin Thomas     | 2   | 0       | 2      | 4      |
| 3    | Albert Torres       | 2   | 0       | 0      | 2      |
| 3    | Ethan Hayter        | 2   | 0       | 0      | 2      |
| 5    | Roger Kluge         | 1   | 0       | 0      | 1      |
| 5    | Ed Clancy           | 1   | 0       | 0      | 1      |
| 5    | Lucas Liß           | 1   | 0       | 0      | 1      |
| 5    | Viktor Manakov      | 1   | 0       | 0      | 1      |
| 5    | Matthew Walls       | 1   | 0       | 0      | 1      |
| 5    | Alan Banaszek       | 1   | 0       | 0      | 1      |
| 5    | Donavan Grondin     | 1   | 0       | 0      | 1      |
| 5    | Tim Torn Teutenberg | 1   | 0       | 0      | 1      |